# Andy Reid (futebol americano)
Andrew Walter Reid, conhecido como Andy Reid (Los Angeles, 19 de março de 1958), é um treinador de futebol americano. Atualmente treina o Kansas City Chiefs da National Football League (NFL). Reid foi anteriormente o treinador principal do Philadelphia Eagles de 1999 a 2012. De 2001 a 2012, ele também foi o Vice-Presidente Executivo de Operações de Futebol Americano dos Eagles, efetivamente tornando-se o gerente geral da equipe.
Ele liderou os Eagles para cinco NFC Championship Game, incluindo quatro aparições consecutivas de 2001-2004, e uma aparição no Super Bowl em 2005. Com os Chiefs, ele conquistou três títulos, em 2020, 2023 e 2024 (LIV, LVII e LVIII, respectivamente).

## Início da vida
Nascido em Los Angeles, Califórnia, Reid estudou na John Marshall High School e trabalhou como vendedor no Dodger Stadium quando era adolescente. Em 1971, aos 13 anos, Reid apareceu ao vivo no Monday Night Football durante a competição Punt, Pass e Kick;
Reid jogou como Offensive tackle no Glendale Community College, em Glendale, Califórnia. Reid jogou como Offensive tackle na Universidade Brigham Young de 1978 a 1980, onde foi companheiro de equipe de Jim McMahon.

## Carreira como treinador

### Faculdades
Depois de se formar na BYU em 1981, ele passou um ano como assistente da equipe de futebol americano da universidade. Ele passou os nove anos seguintes como treinador de linha ofensiva em quatro faculdades: Universidade Estadual de São Francisco (1983–1985), Northern Arizona (1986), Universidade do Texas em El Paso (1987–1988) e Universidade do Missouri (1989–1991).

### Green Bay Packers
Reid foi contratado como assistente técnico do Green Bay Packers em 1992, o mesmo ano que o quarterback Brett Favre se tornou membro do time.
Em 1995, ele se tornou assistente da linha ofensiva e treinador de tight end, onde ajudou a liderar a equipe de 1996 para uma vitória no Super Bowl XXXI sobre o New England Patriots.
Reid foi nomeado treinador de quarterbacks dos Packers em 1997. Steve Mariucci originalmente queria que Reid fosse seu coordenador ofensivo no San Francisco 49ers, mas o técnico Mike Holmgren, dos Packers, impediu o movimento.

### Philadelphia Eagles
A qualidade do trabalho de Reid com os Packers atraiu uma atenção considerável da liga, levando-o a ser contratado como treinador do Philadelphia Eagles em 11 de janeiro de 1999. Na época, muitos na mídia da Filadélfia criticaram a contratação, citando a disponibilidade de outros candidatos que tiveram registros anteriores de sucesso como treinadores principais. Notou-se que Reid nunca havia sido coordenador ofensivo ou defensivo no momento da contratação. Originalmente, os Eagles consideraram contratar Mike Holmgren, treinador principal do Green Bay Packers No entanto, Holmgren optou por se juntar ao Seattle Seahawks, mas aconselhou o proprietário dos Eagles a contratar Reid.
Em 2001, Reid foi nomeado Vice-Presidente Executivo de Operações de Futebol Americano dos Eagles, fazendo dele o gerente geral da equipe. Embora os Eagles tivessem alguém com o título de gerente geral desde 2005 (Tom Heckert de 2005 a 2010, Howie Roseman de 2010 até a saída de Reid), Reid tinha a palavra final.

#### Primeiros anos
Os Eagles em 1998, então sob o comando do técnico Ray Rhodes, terminou empatado como a pior campanha da NFL (três vitórias e treze derrotas), o que deu à equipe a segunda escolha geral no Draft de 1999.
Os Eagles contrataram Reid como seu treinador principal em 1999. A equipe selecionou Donovan McNabb com a 2ª escolha geral, embora Reid tenha usado Doug Pederson como o QB titular nos nove primeiros jogos da temporada. Eles melhoraram sua campanha em dois jogos em 1999 e terminaram o ano com cinco vitórias em dezesseis jogos (incluindo a primeira vitória da equipe em 19 jogos, uma vitória por 20 a 16 sobre o Chicago Bears em 17 de outubro).
Em 2000, os Eagles registraram uma campanha de 11 vitórias e 5 derrotas na temporada regular e venceram seu primeiro jogo nos playoffs desde a temporada de 1995, batendo o Tampa Bay Buccaneers na véspera de Ano Novo.
Em 2001, os Eagles de Reid venceu o primeiro de quatro títulos consecutivos da Divisão Leste da NFC, a mais longa sequência da história da franquia, e avançou para a NFC Championship Game em 2001, 2002, 2003 e 2004, perdendo nas três primeiras ocasiões. Os Eagles de 2004 venceram os Falcons por 27 a 10 e chegaram ao Super Bowl XXXIX, mas perdeu o titulo para o New England Patriots por 24 a 21.

#### 2005–2006
A temporada de 2005 foi difícil para Reid, já que ele não estava preparado para lidar com a personalidade extravagante do wide receiver Terrell Owens, o que forçou Reid a dispensá-lo no meio da temporada. Algumas semanas depois, o quarterback Donovan McNabb sofreu uma lesão que encerrou sua temporada, deixando os Eagles sem os serviços de dois de seus craques. Os Eagles perderam oito dos últimos dez jogos e terminaram com uma campanha de 6 vitórias e 10 derrotas. Pelo lado positivo, com sua terceira vitória na temporada - uma vitória por 23 a 20 sobre o Oakland Raiders - Reid passou Greasy Neale para se tornar o técnico mais vitorioso da história da franquia.
A temporada dos Eagles em 2006 parecia ter sido perdida em outubro com outra lesão de McNabb e o time tendo uma campanha de 5 vitórias e 5 derrotas. Depois de uma embaraçosa derrota por 45 a 21 para o Indianapolis Colts, os Eagles estavam à beira da eliminação dos playoffs. Reid apostou no quarterback reserva, Jeff Garcia, e os Eagles venceram uma série de rivais da NFC, incluindo Carolina Panthers, Washington Redskins, New York Giants e Dallas Cowboys. O time terminou com uma campanha de 10 vitórias e 6 derrotas e o título da NFC East. Os Eagles derrotam os Giants no Wild Card mas sua temporada terminou nas mãos do New Orleans Saints no Divisional Round.

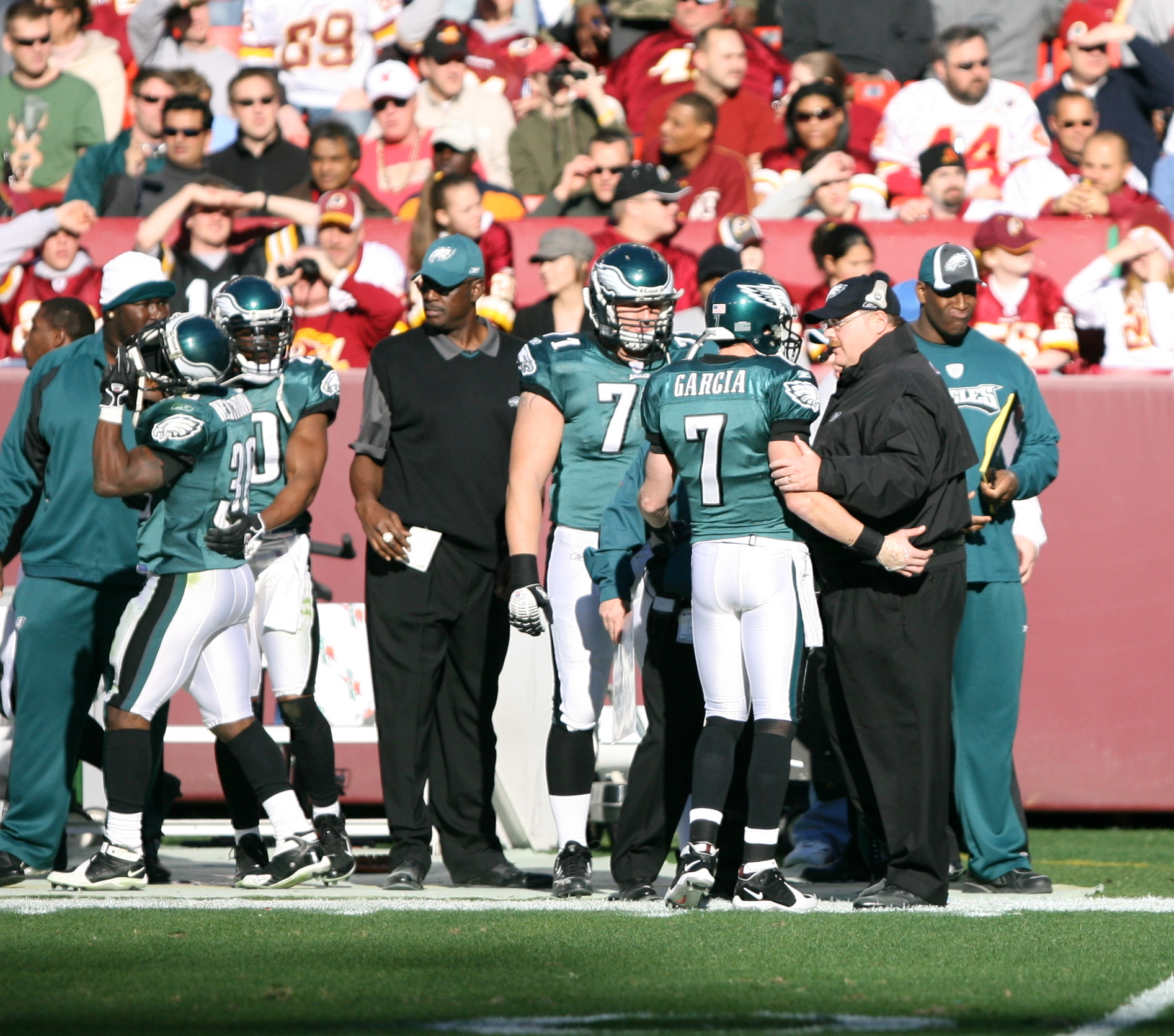
Reid fala com Jeff Garcia em um jogo de 2006 contra o Washington Redskins.

#### 2007–2011
Na temporada de 2007, Reid levou os Eagles a uma campanha de 8 vitórias e 8 derrotas mas acabaram não indo para os playoff.
Na temporada de 2008, os Eagles tiveram uma campanha de 9 vitórias, 6 derrotas e 1 empate e conseguiram derrubar os campeões do Super Bowl, o New York Giants, no Divisional Round, levando os Eagles ao 5º jogo da NFC Championship Game, onde perderam para o Arizona Cardinals por 32 a 25. Após a temporada, a equipe foi devastada pela perda de Jim Johnson, que havia sido o coordenador defensivo de toda a carreira de Reid e ajudou a transformar os Eagles em uma das melhores defesas da NFL.
Na temporada de 2009, Reid não conseguiu vencer o primeiro jogo da pós-temporada pela primeira vez em sua carreira, com os Eagles sendo eliminados pelo Dallas Cowboys por 34 a 14 no Wild Card. Durante a entressafra, os Eagles trocaram Donovan McNabb para o Washington Redskins. Após a semana 2 da temporada de 2010, Reid nomeou Michael Vick como o quarterback titular dos Eagles.
Na temporada de 2010, Reid levou os Eagles a uma campanha de 10 vitória e 6 derrotas na temporada regular e se classificou para os playoffs. No Wild Card contra o Green Bay Packers, os Eagles perderam por 21 a 16.
Reid foi nomeado ganhador do prêmio de Melhor Treinador da NFL pela terceira vez em 2010.
Na temporada de 2011, Reid levou os Eagles para uma campanha de 8 vitórias e 8 derrotas e não se classificou para os playoffs..

#### 2012
Na temporada de 2012, Reid e os Eagles tiveram uma campanha de 4 vitórias e 12 derrotas, o pior de seu tempo como treinador. O ano também marcou a primeira vez que os Eagles não foram pros playoffs em anos consecutivos sob o comando de Reid.
Em 31 de dezembro de 2012, Jeffrey Lurie anunciou a demissão de Reid. O próprio Reid incentivou Chip Kelly a ser seu sucessor como treinador dos Eagles.
Durante o seu período de 14 anos com os Eagles, Reid compilou os recordes de mais vitórias (120), maior porcentagem de vitórias (.609) e mais vitórias nos playoffs (10). Ele conquistou seis títulos de divisão e cinco viagens para o NFC Championship. Apesar de seu sucesso, no entanto, Reid foi incapaz de levar os Eagles para um título do Super Bowl.
Reid também enviou 19 jogadores para o Pro Bowl, o maior número de qualquer time da NFL durante esse período. Nenhum desses jogadores havia aparecido em um Pro Bowl antes de Reid ser contratado.

### Kansas City Chiefs

#### 2013–2015
Em 4 de janeiro de 2013, Reid assinou um contrato de cinco anos para se tornar o treinador principal dos Chiefs. No mesmo dia, os Chiefs demitiram o gerente geral Scott Pioli. Originalmente, o contrato de Reid fez dele a autoridade final em assuntos de futebol americano, o mesmo poder que ele tinha nos Eagles. Uma semana depois, no entanto, os Chiefs contrataram John Dorsey, que já havia trabalhado com Reid no Green Bay Packers, para ser o gerente geral. O proprietário dos Chiefs, Clark Hunt, anunciou que Reid se reportará diretamente a ele; no passado treinadores dos Chiefs relataram ao gerente geral.
No primeiro jogo de Reid como treinador principal, os Chiefs venceram o Jacksonville Jaguars por 28 a 2. Na semana 3, Reid retornou ao Lincoln Financial Field, na Filadélfia, para um jogo entre os Chiefs e seu ex-time, o Philadelphia Eagles. Quando Reid entrou no campo, a multidão o aplaudiu de pé. Os Chiefs venceram por 26 a 16 e Reid recebeu um banho de Gatorade de sua equipe.
Reid liderou os Chiefs para uma campanha de nove vitórias e nenhuma derrota no início da temporada, empatando com o melhor começo na história da franquia. Apesar de perder cinco dos últimos sete jogos, os Chiefs terminaram com uma campanha de 11 vitórias e 5 derrotas e garantiram um lugar no Wild Card. Eles foram derrotados pelo Indianapolis Colts por 45 a 44.
Sob o comando de Reid, os Chiefs novamente obteriam a campanha da temporada de 2014, terminando com 9 vitórias e 7 derrotas. No entanto, eles não se classificaram para os playoffs.
Em 2015, os Chiefs correram o risco de não ir para os playoffs pelo segundo ano consecutivo, depois de perderem cinco jogos seguidos e começaram a temporada com uma campanha de 1 vitória e 5 derrotas. Reid aceitou a culpa pelo mau começo de sua equipe e seu futuro com os Chiefs foi questionado. No entanto, o time se recuperou e passou a ganhar todos os jogos seguintes, terminando com uma campanha de 11 vitórias e 5 derrotas e com a vaga no Wild Card. Reid liderou os Chiefs para sua primeira vitória nos playoffs desde 1994, em uma goleada por 30 a 0 sobre o Houston Texans, mas a equipe seria derrotada no Divisional Round por 27 a 20 pelo New England Patriots. Antes da derrota, os Chiefs tiveram uma sequência de 11 vitórias, que é a melhor na história da franquia.

#### 2016 – presente
Em 2016, os Chiefs terminou com uma campanha de 12 vitórias e 4 derrotas e conquistou sua divisão pela primeira vez desde 2010.
Apesar do sucesso na temporada regular, os Chiefs seriam eliminados no Divisional Round pelo segundo ano consecutivo desta vez para o Pittsburgh Steelers (18 a 16).
Os Chiefs começaram forte a temporada de 2017, vencendo seus primeiros cinco jogos para se tornar o último time invicto da NFL. Após o seu início forte, os Chiefs perderam seis dos seus próximos sete jogos, no entanto, o time ganhou seus últimos quatro jogos para terminar com uma campanha de 10 vitórias e 6 derrotas e conquistar a AFC West pelo segundo ano consecutivo, o primeiro título consecutivo da divisão na história da franquia. No entanto, a equipe acabou sofrendo a sexta derrota consecutiva nos playoffs em uma derrota por 22 a 21 contra o Tennessee Titans no Wild Card.
Em 2018, ajudado pela temporada de MVP do quarterback Patrick Mahomes, os Chiefs terminaram a temporada regular como o primeiro colocado da AFC pela primeira vez desde 1997, igualando a campanha de 12 vitórias e 4 derrotas de 2016. Reid também ampliou o recorde da franquia para títulos de divisão consecutivos ao conquistar a AFC West pelo terceiro ano consecutivo. Os Chiefs subsequentemente terminaram a sequência de derrotas nos playoff ao derrotar o Indianapolis Colts por 31 a 13 no Divisional Round, a primeira vitória na pós-temporada em casa desde 1994. Com a vitória, os Chiefs sediou o AFC Championship Game pela primeira vez na história da franquia, que eles perderam por 37 a 31 para o New England Patriots na prorrogação. Nesse ano, Reid registrou sua 200ª vitória e se tornou um dos nove treinadores da NFL a vencer 200 jogos. Com a sua 206ª vitória no final da temporada regular, Reid também superou Marty Schottenheimer pelo maior número de vitórias de um técnico da NFL que não ganhou um campeonato. Com sua 206ª vitória no final da temporada regular, Reid também ultrapassou Marty Schottenheimer no maior número de vitórias de um técnico da NFL sem vencer um campeonato até aquele momento.
Os Chiefs terminaram a temporada novamente com 12 vitórias e 4 em 2019 para vencer a AFC West pelo quarto ano consecutivo e, após derrotar o Houston Texans por 51 a 31 na Rodada Divisional, sediaram o Campeonato da AFC pelo segundo ano consecutivo. Ao garantir uma vaga no Super Bowl LIV com sua vitória de 35-24 sobre o Tennessee Titans, Reid tornou-se um dos apenas sete técnicos principais a liderar duas franquias diferentes ao Super Bowl, e os Chiefs fizeram sua primeira aparição no Super Bowl desde o Super Bowl IV em 1970. O intervalo de 15 anos entre o primeiro e o segundo Super Bowls de Reid é o segundo mais longo depois dos 19 anos de Dick Vermeil. Os Chiefs então venceram o San Francisco 49ers por 31 a 20, conquistando a primeira vitória da franquia no Super Bowl em 50 anos e a primeira de Reid como técnico principal.
Reid assinou uma extensão de contrato com os Chiefs durante a semana de folga na temporada de 2020. Na época, os Chiefs lideravam a AFC West com uma campanha de 8 vitórias e 1 derrotas. Três semanas depois, eles se tornaram o primeiro time da AFC a garantir uma vaga nos playoffs da temporada. O Kansas City terminou com a melhor campanha da liga, quatorze vitórias em dezesseis partidas, para garantir a melhor posição da AFC. A campanha de 14 vitórias e 2 derrotas foi a melhor da história da franquia, além de ser o melhor de Reid como técnico principal. Durante a pós-temporada, os Chiefs derrotaram o Cleveland Browns por 22 a 17 na rodada divisional e o Buffalo Bills por 38 a 24 no Campeonato da AFC para avançar para o Super Bowl LV contra o Tampa Bay Buccaneers, sua segunda aparição consecutiva no Super Bowl. O jogo terminou em uma derrota por 31 a 9, com os Chiefs não conseguindo marcar um touchdown e perdendo por dois dígitos pela primeira vez sob Mahomes.

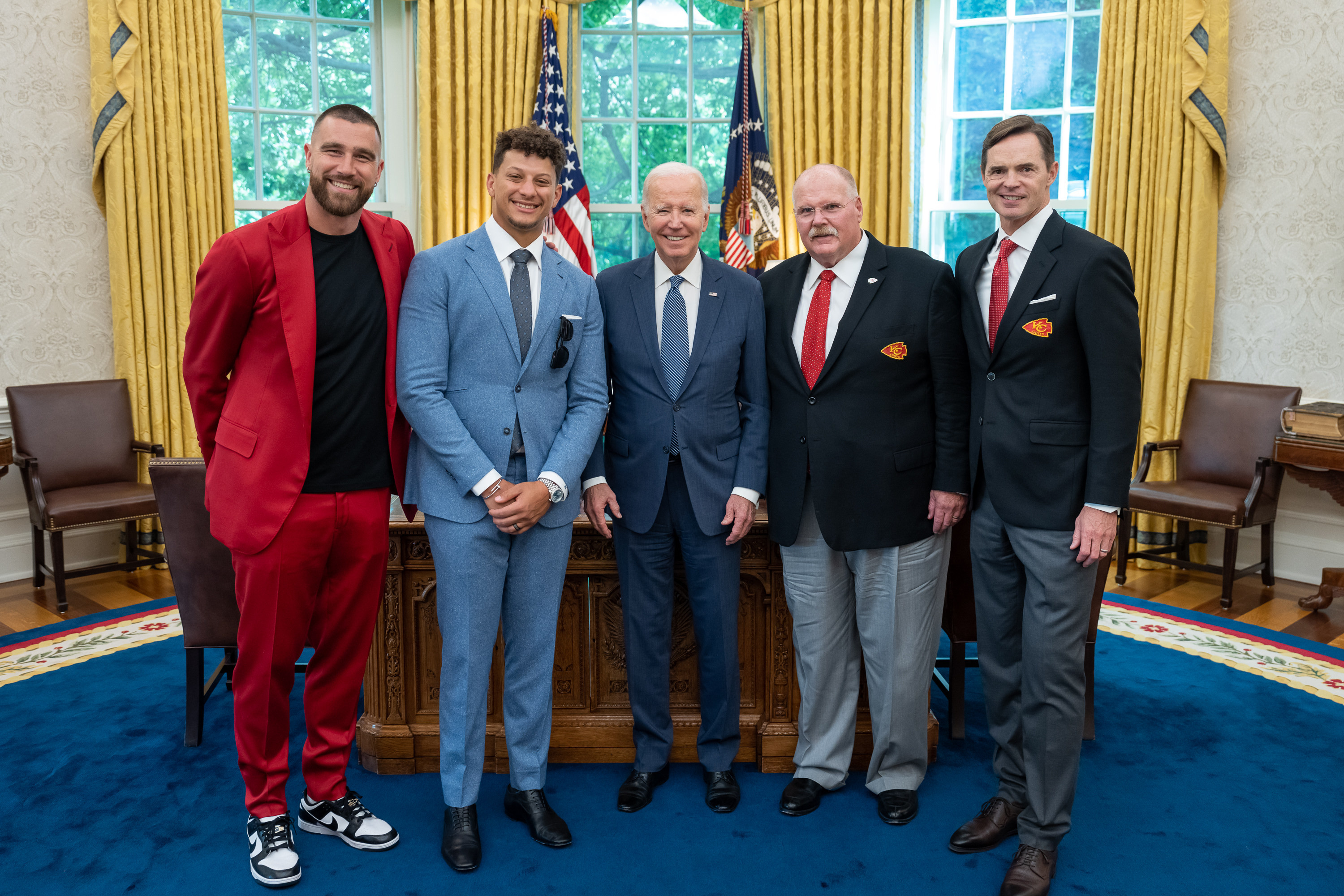
Da esquerda para a direita: Travis Kelce, Patrick Mahomes, Joe Biden (o presidente dos Estados Unidos), Reid e Mark Donovan no Salão Oval após a segunda vitória de Reid no Super Bowl, na edição LVII, em junho de 2023.

Após uma vitória na Semana 4 sobre o Philadelphia Eagles em 2021, Reid tornou-se o primeiro técnico principal da NFL a ganhar 100 jogos com duas franquias diferentes. No entanto, os Chiefs começaram a temporada com 3 vitórias e 4 derrotas, sua primeira campanha negativa desde 2015. Mesmo assim, eles venceram nove dos seus 10 jogos restantes, incluindo uma sequência de oito vitórias, para conquistar a AFC West e a 2ª posição da AFC. Reid também ganhou seu 227º jogo para superar Curly Lambeau como o quinto técnico com mais vitórias na NFL. Nos playoffs, os Chiefs avançaram para seu quarto Campeonato da AFC consecutivo após derrotar o Pittsburgh Steelers e o Buffalo Bills, fazendo de Reid o primeiro técnico principal a liderar duas franquias diferentes a quatro campeonatos de conferência consecutivos. Os Chiefs perderam o jogo por 27 a 24 para o Cincinnati Bengals na prorrogação após perderem uma vantagem de 21-3, o que foi empatado com a virada dos Indianapolis Colts de 2006 contra o New England Patriots como a maior em uma final de conferência.
Reid ajudou a liderar os Chiefs para uma campanha de 14 vitórias e 3 derrotas na temporada de 2022. Os Chiefs venceram a AFC West pela 7ª temporada consecutiva e ganharam uma folga na primeira rodada como a melhor posição da AFC para os playoffs. Os Chiefs derrotaram o Jacksonville Jaguars na Rodada Divisional e o Cincinnati Bengals no Campeonato da AFC para chegar ao Super Bowl pela terceira vez em quatro temporadas.
A próxima aparição de Reid no Super Bowl, o Super Bowl LVII, colocou seus Chiefs contra o Philadelphia Eagles, time que ele havia treinado anteriormente. Ele liderou os Chiefs para uma vitória apertada por 38 a 35 sobre seu ex-time para ganhar seu segundo Super Bowl como técnico principal.
Na temporada de 2023, Reid liderou os Chiefs para uma campanha de 11 vitórias e 6 derrotas e outro título da AFC West. Reid garantiu um lugar em seu quinto Super Bowl no Super Bowl LVIII após vitórias sobre o Miami Dolphins na Rodada Wild Card, o Buffalo Bills na Rodada Divisional e o Baltimore Ravens no Campeonato da AFC. No Super Bowl, os Chiefs derrotaram o San Francisco 49ers por 25 a 22 no segundo jogo de prorrogação na história do Super Bowl. Reid tornou-se campeão do Super Bowl pela terceira vez como técnico principal, e os Chiefs tornaram-se o primeiro time a repetir o título desde que o New England Patriots o fez em 2003 e 2004.
Na temporada de 2024, Reid liderou os Chiefs a um recorde da franquia com quinze vitórias na temporada regular. O time teve a melhor campanha da AFC e pegou uma semana de folga no começo dos playoffs. Reid levou os Chiefs à sua terceira aparição consecutiva no Super Bowl após vitórias sobre o Houston Texans na Rodada Divisional e o Buffalo Bills na Final da AFC. Os Chiefs acabaram sendo derrotados por 40 a 22 contra os Eagles no Super Bowl LIX.

## Desempenho como treinador principal
| Time             | Ano              | Temporada regular | Temporada regular | Temporada regular | Temporada regular | Pós-temporada | Pós-temporada | Pós-temporada                                                |
| Time             | Ano              | Vitória           | Derrota           | Empate            | Classificação     | Vitória       | Derrota       | Resultado                                                    |
| ---------------- | ---------------- | ----------------- | ----------------- | ----------------- | ----------------- | ------------- | ------------- | ------------------------------------------------------------ |
| PHI              | 1999             | 5                 | 11                | 0                 | 5º na NFC East    | -             | -             | -                                                            |
| PHI              | 2000             | 11                | 5                 | 0                 | 2º na NFC East    | 1             | 1             | Perdeu para o New York Giants no Divisional Round.           |
| PHI              | 2001             | 11                | 5                 | 0                 | 1º na NFC East    | 2             | 1             | Perdeu para o St. Louis Rams na NFC Championship Game.       |
| PHI              | 2002             | 12                | 4                 | 0                 | 1º na NFC East    | 1             | 1             | Perdeu para o Tampa Bay Buccaneers na NFC Championship Game. |
| PHI              | 2003             | 12                | 4                 | 0                 | 1º na NFC East    | 1             | 1             | Perdeu para o Carolina Panthers na NFC Championship Game.    |
| PHI              | 2004             | 13                | 3                 | 0                 | 1º na NFC East    | 2             | 1             | Perdeu para o New England Patriots no Super Bowl XXXIX.      |
| PHI              | 2005             | 6                 | 10                | 0                 | 4º na NFC East    | -             | -             | -                                                            |
| PHI              | 2006             | 10                | 6                 | 0                 | 1º na NFC East    | 1             | 1             | Perdeu para o New Orleans Saints no Divisional Round.        |
| PHI              | 2007             | 8                 | 8                 | 0                 | 4º na NFC East    | -             | -             | -                                                            |
| PHI              | 2008             | 9                 | 6                 | 1                 | 2º na NFC East    | 2             | 1             | Perdeu para o Arizona Cardinals na NFC Championship Game.    |
| PHI              | 2009             | 11                | 5                 | 0                 | 2º na NFC East    | 0             | 1             | Perdeu para o Dallas Cowboys no Wild Card.                   |
| PHI              | 2010             | 10                | 6                 | 0                 | 1º na NFC East    | 0             | 1             | Perdeu para o Green Bay Packers no Wild Card.                |
| PHI              | 2011             | 8                 | 8                 | 0                 | 2º na NFC East    | -             | -             | -                                                            |
| PHI              | 2012             | 4                 | 12                | 0                 | 4º na NFC East    | -             | -             | -                                                            |
| PHI total        | PHI total        | 130               | 93                | 1                 |                   | 10            | 9             |                                                              |
| KC               | 2013             | 11                | 5                 | 0                 | 2º na AFC West    | 0             | 1             | Perdeu para o Indianapolis Colts no Wild Card.               |
| KC               | 2014             | 9                 | 7                 | 0                 | 2º na AFC West    | -             | -             | -                                                            |
| KC               | 2015             | 11                | 5                 | 0                 | 2º na AFC West    | 1             | 1             | Perdeu para o New England Patriots no Divisional Round.      |
| KC               | 2016             | 12                | 4                 | 0                 | 1º na AFC West    | 0             | 1             | Perdeu para o Pittsburgh Steelers no Divisional Round.       |
| KC               | 2017             | 10                | 6                 | 0                 | 1º na AFC West    | 0             | 1             | Perdeu para o Tennessee Titans no Wild Card.                 |
| KC               | 2018             | 12                | 4                 | 0                 | 1º na AFC West    | 1             | 1             | Perdeu para o New England Patriots na AFC Championship Game. |
| KC               | 2019             | 12                | 4                 | 0                 | 1º na AFC West    | 3             | 0             | Campeão do Super Bowl LIV                                    |
| KC               | 2020             | 12                | 4                 | 0                 | 1º na AFC West    | 2             | 1             | Perdeu para o Tampa Bay Buccaneers no Super Bowl LV          |
| KC               | 2021             | 12                | 5                 | 0                 | 1º na AFC West    | 2             | 1             | Perdeu para o Cincinnati Bengals na AFC Championship Game.   |
| KC               | 2022             | 14                | 3                 | 0                 | 1º na AFC West    | 3             | 0             | Campeão do Super Bowl LVII                                   |
| KC               | 2023             | 11                | 6                 | 0                 | 1º na AFC West    | 4             | 0             | Campeão do Super Bowl LVIII                                  |
| KC               | 2024             | 15                | 2                 | 0                 | 1º na AFC West    | 2             | 1             | Perdeu o Philadelphia Eagles no Super Bowl LIX               |
| KC total         | KC total         | 143               | 53                | 0                 |                   | 18            | 8             |                                                              |
| Total (carreira) | Total (carreira) | 273               | 146               | 1                 |                   | 28            | 17            |                                                              |

Fonte:

## Árvore
Treinadores da NFL sob os quais Reid serviu:
- Mike Holmgren, Green Bay Packers (1992-1998)

Treinadores assistentes de Reid que se tornaram treinadores da NFL:
- Brad Childress, Minnesota Vikings (2006–2010)
- John Harbaugh, Baltimore Ravens (2008 – presente)
- Steve Spagnuolo, St. Louis Rams (2009-2011), New York Giants (2017)
- Leslie Frazier, Minnesota Vikings (2010–2013)
- Ron Rivera, Carolina Panthers (2011 – presente)
- Pat Shurmur, Cleveland Browns (2011-2012), Philadelphia Eagles (2015), New York Giants (2018 – presente)
- Todd Bowles, New York Jets (2015 a 2018)
- Doug Pederson, Philadelphia Eagles (2016 – presente)
- Sean McDermott, Buffalo Bills (2017 – presente)
- Matt Nagy, Chicago Bears (2018 – presente)

## Vida pessoal
Reid e sua esposa Tammy são casados desde 1981. Eles tiveram cinco filhos: Garrett, Britt, Spencer, Crosby e Drew Ann. Reid e sua família são membros da Igreja de Jesus Cristo dos Santos dos Últimos Dias.
O filho mais velho de Reid, Garrett, que sofria de dependência de drogas há vários anos e cumpria pena por vários crimes, foi encontrado morto em 5 de agosto de 2012, em seu quarto na Universidade Lehigh devido a uma overdose acidental de heroína. Seu filho, Britt, também cumpriu pena na prisão por porte de armas e drogas.